# Воскресенский, Михаил Сергеевич
Михаи́л Серге́евич Воскресе́нский (род. 25 июня 1935, Бердянск) — советский, затем российский и американский пианист, музыкальный педагог, профессор Московской консерватории. Президент Международного Скрябинского общества. Народный артист РСФСР (1989).

## Биография
Начал учиться музыке в возрасте 4 лет дома. В 1949 году поступил в Московское музыкальное училище им. М. М. Ипполитова-Иванова, где учился по классу фортепиано у И. Р. Клячко.
В 1953 году поступил в Московскую консерваторию по классу фортепиано, с 1958 года — аспирант консерватории. Учился у известных советских пианистов и педагогов Я. И. Мильштейна и Л. Н. Оборина.
С 1959 года преподавал в Московской консерватории сначала в качестве ассистента Л. Н. Оборина, затем с 1976 года — профессора. С 2007 года заведовал кафедрой специального фортепиано.
Среди наиболее известных учеников — профессор Е. И. Кузнецова, пианисты А. Гиндин, С. Иголинский, Я. Касман, С. Кудряков, О. Маршев, А. Струков, А. Тебенихин, Ю. Фаворин, С. Белоглазов, И. Красильников, А. Таланов, М. Рубацките и др.
В ноябре 2022 года вместе с женой, бывшей студенткой, и четырёхлетним сыном переехал в Нью-Йорк, заявив о своём неприятии вооружённого вторжения России на Украину.

## Награды и премии
- Заслуженный артист РСФСР (14.10.1966).
- Народный артист РСФСР (4.09.1989).
- Орден Дружбы (13.02.2017) — за выдающийся вклад в развитие отечественной культуры, многолетнюю плодотворную деятельность[3].
- Орден Восходящего солнца 3 степени (3.11.2015) — за вклад в развитие музыкальной культуры Японии и дружбы между Японией и Россией[4].

## Дискография
- Chopin. 20 Nocturnes. 2 CD (Classical Records)
- Liszt. Sonate in B minor; Schumann. Davidsbündlertänze. (Classical Records)
- Scriabin. Complete Sonatas. (Classical Records)
- Rachmaninov. Morceaux de Salon, Moments musicaux. (Classical Records)
- Mozart. Rondo in A minor; Beethoven. Sonate «Hammerklavier», op. 106. (Classical Records)
- Михаил Воскресенский играет все концерты Моцарта (Classical Records)
- Schubert. Impromtus, Moments musicaux, Sonata in A minor (Classical Records)